# 八鹿豚
八鹿豚（ようかぶた）は、日本の兵庫県養父市（旧八鹿町）で生産される豚肉の地域ブランド。豚の品種としては三元豚となる。
八鹿町で養豚を営む農家はいくつかあったがバブル景気以降に豚肉の販売価格の下落、飼料価格の高騰などによる経営の悪化から、養豚を辞めてしまう農家が相次ぎ、2012年には小田垣家を残すのみとなった。販売業者や飼料メーカーからの要求は厳しくなる一方で、小田垣家も廃業を検討するようになる。
後に小田垣の家業を継ぐことになる小田垣縁は兵庫県立但馬農業高等学校畜産科に在学中、日本学校農業クラブ連盟の全国大会において「八鹿豚を但馬牛の様な全国に誇れるトップブランドにする」意志を綴った文章で意見発表部門最優秀賞を獲得した。小田垣縁は東京農業大学短期大学部を卒業後、養父市に戻り、ブランド豚開発に携わるようになった。2013年頃、それまで関係のあった飼料メーカーとは縁を切り、地元の洋菓子店からケーキの切れ端をもらって餌として与える、1区画あたりの飼育頭数を減らすことで豚のストレスを無くす、夏場はシャワーミストで涼しくするというような工夫の末、既存の豚と比較して旨みの高い豚を育てることに成功する。
養父市の地域活性化を検討する集まりで、八鹿豚のプレゼンテーションを行ったところ、地元企業オーシスマップ社長の大林賢一の目に留まり、地域活性化として後押しされるようになった。
2013年には、第2回養父市地域ブランド推奨品として養父市地域ブランド「やぶの太鼓判」の第16号として八鹿豚は認定されることになる。